# Georg Friedrich Karl Günther
Georg Friedrich Karl Günther (* 25. März 1787 in Opperode am Unterharz; † 29. November 1825 in Helmstedt) war ein deutscher Pädagoge.

## Leben

### Familie
Georg Friedrich Karl Günther war der Sohn von Georg Friedrich Günther (* 10. Dezember 1758; † 18. Dezember 1827 in Bernburg) Pfarrer und Hofprediger in Ballenstedt und späterer Oberprediger in Bernburg.
Er war seit dem 3. Juni 1816 verheiratet mit Ernestine († 8. Februar 1823), Tochter von Karl Laurentius Biedermann, Hofrat und Stadtrichter in Bernburg; gemeinsam hatten sie vier Kinder. In zweiter Ehe heiratete er am 10. Oktober 1824 Caroline, älteste Tochter des Oberamtmanns Wagner aus Groß Möhringen; sie wurde kurz nach seinem Tod von einem Sohn entbunden.

### Werdegang
Georg Friedrich Karl Günther besuchte anfangs die Dorfschule in Opperode und, nach der Versetzung seines Vaters, von 1796 bis Ostern 1804 die Hauptschule in Bernburg, unter dem Rektorat von David Gottfried Herzog (1769–1830); dazu erhielt er Unterricht bei Victor Friedrich Leberecht Petri, der sich bei einem Verwandten in Bernburg aufhielt und später Direktor des Gymnasiums Martineum in Braunschweig wurde.
Nach Beendigung der Schule immatrikulierte er sich 1804 an der Universität Halle und studierte anfangs Philologie unter Friedrich August Wolf und später auch Theologie und Philosophie unter Friedrich Schleiermacher und Georg Christian Knapp. Er beendete sein Studium im September 1806.
Von 1806 bis 1815 war er als Lehrer und anfangs als Prediger-Kandidat an der Hauptschule in Bernburg tätig, bis er 1815 eine Lehrerstelle am Gymnasium (heute: Gymnasium Carolinum) in Bernburg erhielt. Aufgrund seines guten Rufes als Lehrer erhielt er am 25. Februar 1819 durch den Dekan Christian Gottfried Schütz das Doktordiplom der philosophischen Fakultät der Universität Halle. 1820 folgte er seinem Freund Karl Christian Ernst Sachse (1779–1825), der als Inspektor an die Ritterakademie Lüneburg ging, in das Amt des Konrektors.
1822 wurde er als Direktor an das Gymnasium Helmstedt (heute: Gymnasium Julianum) berufen und am 6. Juni 1822, als Nachfolger des am 2. Februar 1822 verstorbenen Direktor Justus Theodor Wiedeburg (1782–1822), in sein Amt eingeführt.
An seinem Grab hielt der Generalsuperintendent Friedrich August Ludewig die Grabrede. Nach seinem Tod wurde das Gymnasium interim durch Victor Friedrich Leberecht Petri geführt.

### Berufliches Wirken
Georg Friedrich Karl Günther führte als eine der ersten Neuerungen die sogenannten Zensurlektionen ein, in denen sowohl die Lehrer als auch der Rektor einen Lehrgegenstand in Gegenwart von Kollegen eine Stunde lang den Schülern unterrichtete; dieser Unterricht wurde dann durch die Kollegen nach Materie, Form und Unterrichtsmethode ausgewertet.
Zum Osterexamen 1823 wurde eine dringend notwendige siebte Klasse eingeführt, weil das Gymnasium auch gleichzeitig eine allgemeine Bürgerschule war; bis September 1825 stieg die Zahl der Schüler auf 385, davon waren 84 auswärtige Schüler.
Er verfasste auch einige Schülerhilfen, so unter anderem für das grammatische Studium der griechischen und lateinischen Sprache; dazu veröffentlichte er auch von 1816 bis 1818 in der von ihm gemeinsam mit Wilhelm Wachsmuth herausgegebenen dreibändigen humanistischen Zeitschrift Athenäum. Außerdem sind mehrere Aufsätze von ihm in der Kritischen Bibliothek für das Schul- und Unterrichtswesen, in dem Archiv für Philologie und Pädagogik und in anderen literarischen Zeitschriften erschienen.
Während seiner Amtszeit in Helmstedt war er auch Mitglied der herzoglichen Schulkommission.

## Schriften (Auswahl)
- Anleitung zum Uebersetzen aus dem Deutschen ins Griechischen.
  - Band 1. Halle 1813.
  - Band 2. Halle 1816.
  - Deutsch-griechisches Wörterbuch zu den beiden Kursen der Anleitung. Halle 1819.
- De usu praepositionum apud Homerum. Halle 1814.
- Ueber den historischen geographischen Unterricht auf höheren Schulen. Leipzig 1815.
- Athenäum. Halle 1816.
- Abriß der allgemeinen Geschichtsgrundlage für den universalhistorischen Unterricht auf Gymnasien. Helmstedt 1824.
- Kurzgefaßte deutsch-lateinische Grammatik. Halle 1824.
- Deutsches Lesebuch für die mittlern Klassen der Gymnasien. Helmstedt 1824.
- Griechisches Elementarbuch für die ersten Anfänger. Helmstedt 1825.